# Deanna Brooks
Deanna Brooks (nacida como Deanna Wilson; Boulder City, Nevada, 30 de abril de 1974) es una modelo y actriz estadounidense que fue elegida como Playmate por la revista Playboy en mayo de 1998. Era cajera en el Key Bank antes de su aparición en Playboy lo que provocó su despido.
También fue fotografiada por el célebre fotógrafo William Shatner para el Cyber Club de Playboy en 2004.

## Filmografía
- 10 Vídeos Playboy
- The Rowdy Girls (2000)
- Girls of the Hard Rock Hotel & Casino Las Vegas (2001)
- For F**k's Sake (2004)
- Candy Stripers (2005)
- Dealin' With Idiots (2013)

## Apariciones notables en TV
- Wild On! interpretando a ella misma en el episodio: "Women of the World", 30 de agosto de 2001.
- Cold Pizza interpretando a ella misma, 17 de diciembre de 2004.